# Lucien Genot
Lucien Génot est un tireur sportif français (membre de la Société de tir de Nancy) né le 20 avril 1901 à Maidières en Meurthe-et-Moselle et mort le 10 décembre 1965 à Nancy.

## Biographie
Lucien Marie Joseph Génot était un commerçant français spécialisé dans les produits laitiers, établi au 20 rue des Ponts à Nancy, en Meurthe-et-Moselle. Lucien Génot était marié à Valentine Matti, née à Carouges en Suisse. Le couple s’est uni en septembre 1939 à Nancy, quelques semaines avant le début de la Seconde Guerre mondiale. De leur union est né un fils unique, Jean-Jacques Génot, le 10 avril 1940 à Nancy.
Monsieur Lucien Génot a contribué à l'installation du stand de tir à Tomblaine, avec ses camarades Konsler et Koch. 

## Palmarès
- 1930 à Anvers : médaille de bronze de l'épreuve fusil militaire 300 mètres (300m Army Rifle prone Men (300ARPR)) aux championnats du monde : 165 points.

- 1931 à Lvov :  
  - champion du monde à la carabine.
  - vice-champion du monde de l'épreuve 50 mètres couché (50m Free Rifle 40 shots prone - (FR40PR))[2] : 395 points.
  - vice-champion du monde de l'épreuve fusil militaire 300 mètres (300m Army Rifle prone Men (300ARPR)) : 167 points.

- 1933 :  
  - deuxième place, par équipe, aux championnats du monde de l'épreuve 50 mètres debout [3]
  - troisième place, par équipe, aux championnats du monde de l'épreuve 50 mètres genoux [4]

- 1935 :  
  - deuxième place, par équipe, aux championnats du monde de l'épreuve 50 mètres genoux [5]
  - troisième place, par équipe, aux championnats du monde de l'épreuve 50 mètres couché [6]

- 1937 :  
  - troisième place, par équipe, aux championnats du monde de l'épreuve 50 mètres genoux [7]
  - à Helsinki : troisième place, aux championnats du monde de l'épreuve fusil militaire 300 mètres debout (300m Army Rifle standing Men (300ARST)) : 167 points.

- 1939 à Lucerne :  champion du monde de l'épreuve 300 mètres couché (300m Army Rifle 3x20 shots Men (300AR3X20)) : 530 points.

- 1948, 
  - Première place au Challenge Johnson (trois tireurs Lorrains) lors des championnats de France de Tir, à Versailles (Génot, Konsler et Henry de Neufchâteau) [8].
  - 3 août : participation aux Jeux olympiques d'été [9] à Londres au Royaume-Uni avec le résultat suivant, Carabine 50 mètres (50m Rifle Prone Men (FR60PR)) : 24e avec 591 points.